# Annio da Viterbo
Annio da Viterbo (ur. 5 stycznia 1437 w Viterbo, zm. 13 listopada 1502 w Rzymie), urodził się jako Giovanni Nanni – włoski dominikanin, uczony i historyk, znany jako fałszerz dokumentów.
Przystąpił do zakonu dominikanów w bardzo młodym wieku. Ukończył Papieski Uniwersytet Świętego Tomasza z Akwinu, gdzie był lektorem do roku 1466. 
Viterbo znany jest głównie ze względu na 17-tomowe dzieło Antiquitatum variarum wydane w 1498 roku, w którym umieścił sfałszowane pisma przypisane następującym starożytnym autorom: Berossos, Manethon, Megastenes, Archiloch, Myrsilus, Fabius Pictor, Sempronius, Katon i inni. Viterbo miał swoich obrońców jeszcze w XVIII i XIX wieku, którzy dowodzili, że popełnione przezeń fałszerstwa nie były intencjonalne, że nie rozpoznał pism apokryficznych i sam padł ofiarą pomyłki. 
Był jednym z pierwszych historyków, który próbował wykazać istnienie w Toskanii kultury Etrusków, starszej od rzymskiej.